# Гісторыя майго жыцця
Гісторыя майго жыцця (с бел. — «История моей жизни») — песня белорусской группы Naviband, которая представляла Белоруссию на «Евровидении-2017». Автором песни является солист группы Артём Лукьяненко. 30 ноября 2016 года был снят клип на песню, 7 марта 2017 года звукозаписывающая студия MediaCube Music выпустила сингл для скачивания из Интернета. Эта песня стала первой песней, исполненной на «Евровидении» на белорусском языке.

## Евровидение-2017
Группа Naviband подала свою заявку на участие в белорусском национальном отборе 26 ноября 2016 года, и 30 ноября группу включили в число 13 финалистов национального отбора с песней «Гісторыя майго жыцця». Финал прошёл 20 января 2017 года, и группа выиграла национальный отбор: она заняла 1-е место по итогам голосования жюри и 5-е место по итогам голосования телезрителей, став участником «Евровидения» от Белоруссии. Впервые в истории «Евровидения» песня будет исполнена на белорусском языке — ранее на белорусском выступали участники Детского Евровидения. Белоруссия выступала во втором полуфинале конкурса, который прошёл 11 мая 2017 года.

## Список треков
| №  | Название                                                      | Длительность |
| -- | ------------------------------------------------------------- | ------------ |
| 1. | «Historyja majho žyccia (Story of My Life)» (Eurovision 2017) | 2:59         |
| 2. | «Historyja majho žyccia (Story of My Life)» (Karaoke Version) | 2:59         |

## Издания
| Регион | Дата           | Формат           | Лейбл           |
| ------ | -------------- | ---------------- | --------------- |
| Мир    | 30 ноября 2016 | видеоклип        | н/д             |
| Мир    | 7 марта 2017   | Digital download | MediaCube Music |